# Tần Huệ Văn hậu
Tần Huệ Văn hậu (chữ Hán: 秦惠文后, ? - 305 TCN) là một Vương hậu nước Tần thời Chiến Quốc, chính thất của Tần Huệ Văn vương, mẹ đẻ của Tần Vũ vương.

## Tiểu sử
Năm Chu Hiển vương thứ 35 (334 TCN), Huệ Văn hậu được đưa đến nước Tần, thành hôn với quân chủ nước Tần là Doanh Tứ, người đã lên ngôi được 4 năm. Khi ấy bà được gọi là Ngụy phu nhân (魏夫人), cho nên có lẽ bà là Công chúa nước Ngụy. Theo sách Sử ký tập giải, mục "Tần bản kỷ" thì lại ghi nhận bà nguyên là người nước Sở, nhà nghiên cứu Dương Khoan đã phủ nhận quan điểm này.
Năm thứ 40 (329 TCN), Ngụy phu nhân sinh hạ Thái tử Doanh Đãng. Năm 325 TCN, Huệ Văn quân xưng tước Vương, Ngụy phu nhân trở thành Vương hậu đầu tiên của nước Tần. Năm Huệ Văn vương thứ 14 (311 TCN), Huệ Văn vương chết, Thái tử kế thừa ngôi vị, gọi là Tần Vũ vương. Từ đó, Ngụy phu nhân được gọi là [Huệ Văn hậu] theo thụy hiệu của chồng. Tuy nhiên, Tần Vũ vương chỉ ở ngôi được 4 năm thì bị thương nặng qua đời.
Vương hậu của Tần Vũ vương là tông thất nước Ngụy, không có con trai, vấn đề kế vị nước Tần rơi vào khủng hoảng. Các em trai của Tần Vũ vương tranh đoạt Vương vị. Trong số các Công tử, Huệ Văn hậu chủ trương ủng lập Công tử Tráng, là người con trai lớn nhất còn sống của Huệ Văn vương. Ông tự xưng ["Quý quân"], tạo nên Quý quân chi loạn (季君之乱). Đại phu Ngụy Nhiễm, em cùng mẹ khác cha với Mị Bát tử, bấy giờ đang thực quyền chưởng ác triều chính, ủng lập cháu trai mình là Công tử Tắc, vốn đang là con tin ở nước Yên kế thừa Vương vị. Cùng lúc đó Triệu Vũ Linh vương cũng can thiệp vào nước Tần, hợp sức với Ngụy Nhiễm đưa Doanh Tắc lên ngôi, tức Tần Chiêu Tương vương. Mị Bát tử nhờ vậy được tôn làm Thái hậu.
Năm Chu Noãn vương thứ 10 (305 TCN), Công tử Tráng liên hợp đại thần nổi loạn, bị Mị Thái hậu và Ngụy Nhiễm bình định. Không chỉ Công tử Ung và Công tử Tráng là những người làm loạn bị xử tử, mà Huệ Văn hậu cũng bị xử chết.